# Scharlaken vuur
Scharlaken Vuur is het 35ste stripalbum uit de Thorgal-reeks, het  behoort samen met "de zwaardboot" en "Kah-Aniël" tot de cyclus "Aniël". Het werd voor het eerst uitgegeven bij Le Lombard in 2016. Het album is getekend door Grzegorz Rosiński met scenario van Xavier Dorison die hiermee debuteert als scenarist voor deze reeks. Het album verscheen drie jaar na het vorige album van Thorgal, Kah-Aniël uit 2013 als een gevolg van een periode van langdurige ziekte van Grzegorz Rosiński.

## Breuk samenwerking Sente en Rosinski
Na de publicatie van deel 34 (Kah-Aniel) beëindigden Rosinski en uitgever Lombard de samenwerking met Yves Sente. Zij oordeelden in november 2013 dat Sente’s verhaallijnen te uitweidend en te complex waren. Bovendien vonden zij dat er te veel afgeweken werd van de klassieke sfeer van Thorgal, met meerdere albums die zich afspeelden in het Midden-Oosten, wat niet goed viel bij Rosinski. Rosinski stelde openlijk dat Sente “steeds verder afgleed van het origineel” en dat men terug moest naar de kern: Thorgal thuis in Noordse sferen, met minder bijpersonages en complexiteit. Om een frisse koers te hervatten, werd Xavier Dorison als scenarioschrijver aangesteld.

## Verhaal
In het vorige deel is de grote meester van de rode magiërs geïncarneerd in Aniël. Op zoek naar zijn zoon, zijn Thorgal en Petrov gevangen genomen door de rode magiërs  Ze worden gefolterd en naar het paleis van de kalief gebracht in Bagh Dad, waar Aniel wordt ingewijd in de rode magie zodat hij de nieuw macht van het scharlaken vuur kan beheersen. De stad wordt belegerd door het leger van Magnus en er woeden hevige gevechten.